# Битка при Русокастро
Битката при Русокастро е сражение между войските на Втората българска държава, водени от цар Иван Александър и тези на Византийската империя, предвождани от император Андроник III Палеолог, състояла се на 18 юли 1332 г.

## Предистория
През лятото на 1332 г. в българските земи избухва бунт, ръководен от болярина Белаур, брат на Михаил III Шишман. Възползвайки се от размириците в съседната държава, византийския император Андроник III събира войска и нахлува в България, желаейки да си възвърне крепостите на юг от Стара планина. Походът започва през втората половина на юни 1332 г. и за кратко време византийците успяват да превземат всички градове, отнети им от българите, с изключение на Анхиало. Зает с потушаването на бунта, българския цар отначало не е в състояние да се противопостави на византийската армия и води преговори за прекратяване на бойните действия, но по-късно, начело на голяма войска, се придвижва на юг от Стара планина и достига близо до крепостта Русокастрон (при днешното село Русокастро, Бургаска област), край която са разположени и войските на Андроник. Между двамата владетели започват преговори и на 17 юли се стига до споразумение Византия да отстъпи на България Диампол (Ямбол) в замяна на Анхиало. През нощта на 17 юли обаче в българския лагер пристигат наемниците-татари, извикани от Иван Александър за борба срещу бунтовника Белаур и българският цар решава да атакува, за да преговаря впоследствие от позиция на силата.

## Битката
На разсъмване българската армия тръгва срещу византийската. Центърът е зает от българските войски, а татарите са по крилата. Въпреки и по-малобройни, византийците приемат сражението. Те узнават сравнително рано за атаката и успяват да се въоръжат и да заемат боен ред. Тяхната армия е от 16 отряда, като шест от тях образуват челната колона. Дясното крило е командвано от протостратора, лявото от великия папий Цамплакон, а средата лично от императора. Императорския отряд се командва от Мануил Асен, като редом с него е великия доместик Йоан Кантакузин, съпруг на сестра му Ирина Асенина. Армията е построена е на широк фронт в две линии, с изтеглени назад флангове, така че наподобява лунен сърп. Битката започва в шест сутринта и продължава около три часа. Татарите заобикалят челната колона, оставяйки я на българите и удрят тила на ромейските крила. В ожесточеното сражение византийците са разгромени и отстъпват към крепостта Русокастрон, където успяват да се укрепят, след като жестоко наказват разбунтувалото се българско население. Българите обсаждат крепостта, а тя не е подготвена за блокадата. Никифор Григора пише „...нямало фураж за впрегнатия добитък, нямало кладенци, нито друга вода в достатъчно количество. Ранените войници и коне били изоставени без грижа и едни от тях умирали, а други били на издъхване. Не можели да отворят и портата, понеже наоколо били разположени многобройните врагове, а ромейските граници били далече.“ Поради тежките обстоятелства императорът е принуден да възстанови преговорите.

## Последствия
В резултат на преговорите византийците напускат завзетите области и градовете между Тунджа и Черно море отново влизат в границите на българската държава. Осемгодишният син на Иван Александър и български престолонаследник Михаил IV Асен е сгоден за Мария, дъщерята на Андроник III, с което се постига траен мир между двете държави.